# Araujia scalae
Araujia scalae är en oleanderväxtart som först beskrevs av Cristóbal Mariá Hicken, och fick sitt nu gällande namn av Fontella och Goyder. Araujia scalae ingår i släktet Araujia och familjen oleanderväxter. Inga underarter finns listade i Catalogue of Life.